# Mercedes-Benz Altra
Mercedes-Benz Altra (Aluminium-Transporter) ist ein Konzeptfahrzeug von Mercedes-Benz, das 1998 vorgestellt wurde.

## Präsentation
Der Mercedes-Benz Altra wurde auf der Internationalen Automobil-Ausstellung für Nutzfahrzeuge in Hannover vom 3. bis zum 10. September 1998 vorgestellt. Ein Merkmal war die selbsttragende Karosserie aus Aluminium, die eine um 500 Kilogramm höhere Nutzlast ermöglichen soll. Durch weitere im selben Jahr vorgestellten Neuerungen für vorhandene Baureihen wollte Daimler-Benz eine Senkung des Kraftstoffverbrauchs ermöglichen.